# Satelight
Satelight Inc. (株式会社サテライト, Kabushiki gaisha Sateraito, stylisé SATELIGHT) est un studio d'animation japonaise situé à Suginami dans la préfecture de Tokyo, au Japon, et spécialisée dans la production d'animation numérique depuis sa création à Sapporo, Hokkaidō. Mis à part plusieurs projets standalones, le studio est également connu pour produire les franchises Aquarion et Symphogear, et des dernières productions de la franchise Macross.

## Histoire
Le studio est fondé en décembre 1995 à Sapporo, sur l'île d'Hokkaidō. Il est à l'origine un département de BYSE, une filiale de l'entreprise d'informatique B.U.G. (ja), après qu'un producteur d'Amuse (ja) (société ayant produit le groupe Southern All Stars) ait souhaité se lancer dans la production d'animation numérique. Le nom du studio Satelight s'explique de la façon suivante : « S » pour Sapporo, « A » pour Animate, « T » pour Technology et « E » pour Entertainement.[réf. nécessaire] En 1993, B.U.G., en collaboration avec Group TAC, entame la production de la première série d'animation entièrement numérique au monde, Bit the Cupid (ja). Pour mener à bien ce projet, ils ont fait appel au réalisateur d'animation Maeda Tsuneo, qui s'y connaissait en production d'animation numérique en plus d'être originaire d'Hokkaidō.
Après le succès que la série Bit the Cupid a rencontré, la division Satelight se sépare de BYSE et se constitue en kabushiki gaisha en décembre 1995,. Michiaki Satō, travaillant précédemment à la comptabilité de B.U.G., est nommé à la tête de la nouvelle entreprise. Par la suite, le studio s'occupe de la CG sur des projets comme Īhatōbu gensō: Kenji no haru (ja), Perfect Blue et Escaflowne : Une fille sur Gaïa.
En 1998, un nouveau studio est créé à Tokyo dans le quartier de Suginami. Le studio produit ensuite la première série télévisée réalisée par Shōji Kawamori Chikyū shōjo Arjuna en 2001. C'est également en septembre 2001 que Satelight prend son indépendance vis-à-vis de B.U.G. Shōji Kawamori devient un membre exécutif de Satelight à partir de 2003, produisant par la suite le reste de la franchise Macross et la nouvelle série Aquarion.
De 2004 à 2006, la plupart des activités du studio sont progressivement transférées de Sapporo à Tokyo. En août 2006, l'entreprise de pachinko Sankyo (ja) devient actionnaire majoritaire et fait du studio sa filiale.
Entre 2007 et 2008, le personnel de différents studio ont pris leur indépendance, celui de l'ancien siège de Sapporo ont formé Debris Sapporo (Debris札幌), certains membres du studio d'Osaka et du deuxième studio de Tokyo ont créé GoHands, tandis que le studio 8-Bit est établi par certains membres du premier studio de Tokyo.
En juin 2020, Sankyo et Satelight ont mis fin à leur alliance dont l'annonce s'est faite par la mise à jour de leur site web.

## Productions

### Séries télévisées
| Année | Titre                                              | Dates de 1re diffusion | Dates de 1re diffusion | Nb. éps. | Notes |
| Année | Titre                                              | Début                  | Fin                    | Nb. éps. | Notes |
| ----- | -------------------------------------------------- | ---------------------- | ---------------------- | -------- | --- |
| 2001  | Earth Girl Arjuna                                  | 9 janvier 2001         | 27 mars 2001           | 13       | Production basée sur un concept initial de Shōji Kawamori.                                                                                     |
| 2001  | Geneshaft                                          | 5 avril 2001           | 24 juin 2001           | 13       | Production basée sur un concept initial de Kazuki Akane ; coproduite avec Studio Gazelle.                                                      |
| 2002  | Heat Guy J                                         | 1er octobre 2002       | 25 mars 2003           | 26       | Production basée sur un concept initial de Kazuki Akane.                                                                                       |
| 2005  | Sōsei no Aquarion                                  | 5 avril 2005           | 27 septembre 2005      | 26       | Production basée sur un concept initial de Shōji Kawamori et Kunihiko Yuyama.                                                                  |
| 2005  | Noein                                              | 11 octobre 2005        | 31 mars 2006           | 24       | Production basée sur un concept initial de Kazuki Akane.                                                                                       |
| 2006  | Glass no Kantai (ja)                               | 5 avril 2006           | 6 septembre 2006       | 26       | Production originale créée et coproduite avec Gonzo.                                                                                           |
| 2006  | Koi suru tenshi Angelique: Kokoro no mezameru toki | 8 juillet 2006         | 30 septembre 2006      | 13       | Production basée sur un concept initial de Koei.                                                                                               |
| 2006  | Galaxy Angel Rune (ja)                             | 1er octobre 2006       | 24 décembre 2006       | 13       | Production basée sur un projet multimédia de Broccoli.                                                                                         |
| 2007  | Koi suru tenshi Angelique: Kagayaki no ashita      | 5 janvier 2007         | 23 mars 2007           | 12       | Suite de Koi suru tenshi Angelique: Kokoro no mezameru toki.                                                                                   |
| 2007  | Kiss Dum: Engage planet (ja)                       | 3 avril 2007           | 25 septembre 2007      | 26       | Production basée sur un concept initial de Yasuchika Nagaoka.                                                                                  |
| 2007  | Kamichama Karin                                    | 6 avril 2007           | 28 septembre 2007      | 26       | Production basée sur un manga de Koge Donbo.                                                                                                   |
| 2007  | Shugo Chara!                                       | 6 octobre 2007         | 27 septembre 2008      | 51       | Production basée sur un manga de Peach-Pit. |
| 2007  | Valérian et Laureline                              | 20 octobre 2007        | 5 mars 2008            | 40       | Production librement inspirée de la série de bande dessinée française Valérian et Laureline ; commande de Dargaud et EuropaCorp.               |
| 2008  | Macross Frontier                                   | 3 avril 2008           | 25 septembre 2008      | 25       | Production d'une 3e série télévisée pour les 25 ans de la franchise Macross de Shōji Kawamori.                                                 |
| 2008  | La Légende de Raoh                                 | 2 octobre 2008         | 25 décembre 2008       | 12       | Production basée sur un manga de Yūkō Osada (ja) dérivé de Ken le Survivant dessiné par Tetsuo Hara et écrit par Buronson.                     |
| 2008  | Shugo Chara! Doki                                  | 4 octobre 2008         | 26 septembre 2009      | 51       | Suite de Shugo Chara!. |
| 2009  | Basquash! (ja)                                     | 2 avril 2009           | 1er octobre 2009       | 26       | Production basée sur un concept initial de Shōji Kawamori et Thomas Romain.                                                                    |
| 2009  | Guin Saga                                          | 5 avril 2009           | 27 septembre 2009      | 26       | Production basée sur la série de romans écrite par Kaoru Kurimoto.                                                                             |
| 2009  | Shugo Chara! Party                                 | 3 octobre 2009         | 27 mars 2010           | 25       | Suite de Shugo Chara! Doki. |
| 2009  | Anyamaru tantei Kiruminzuu (ja)                    | 5 octobre 2009         | 20 septembre 2010      | 50       | Production basée sur un concept initial de Shōji Kawamori ; coproduite avec les studios japonais Hal Film Maker et coréen JM Animation.        |
| 2009  | Fairy Tail                                         | 12 octobre 2009        | 30 mars 2013           | 175      | Production basée sur un manga de Hiro Mashima ; coproduite avec A-1 Pictures.                                                                  |
| 2009  | Kiddy Girl-and (ja)                                | 16 octobre 2009        | 2 avril 2010           | 24       | Production basée sur un concept initial de gímik (ja).                                                                                         |
| 2011  | Ikoku Meiro no Croisée                             | 4 juillet 2011         | 2 avril 2011           | 12       | Production basée sur un manga de Hinata Takeda.                                                                                                |
| 2012  | Senki zesshō Symphogear                            | 6 janvier 2012         | 30 mars 2012           | 13       | Production basée sur un concept initial de Noriyasu Agematsu (ja) et Akifumi Kaneko (ja) ; coproduite avec Encourage Films.                    |
| 2012  | Bodacious Space Pirates                            | 7 janvier 2012         | 30 juin 2012           | 26       | Production basée sur une série de light novel de Yūichi Sasamoto (ja) et illustrée par Noriyuki Matsumoto (ja).                                |
| 2012  | Aquarion Evol (ja)                                 | 8 janvier 2012         | 24 juin 2012           | 26       | Suite de Sōsei no Aquarion ; coproduite avec 8-Bit.                                                                                            |
| 2012  | AKB0048                                            | 29 avril 2012          | 22 juillet 2012        | 13       | Production basée sur un concept initial de Shōji Kawamori et produite par Yasushi Akimoto.                                                     |
| 2012  | Muv-Luv Alternative Total Eclipse (ja)             | 2 juillet 2012         | 24 décembre 2012       | 24       | Production basée sur la série de romans du même nom dérivée du visual novel Muv-Luv (en) d'âge (en) ; coproduite avec ixtl (ja).               |
| 2013  | AKB0048 next stage                                 | 5 janvier 2013         | 30 mars 2013           | 13       | Suite de AKB0048. |
| 2013  | Arata: The Legend                                  | 8 avril 2013           | 1er juillet 2013       | 12       | Production basée sur un manga de Yū Watase ; coproduite avec JM Animation.                                                                     |
| 2013  | Senki zesshō Symphogear G                          | 5 juillet 2013         | 27 septembre 2013      | 13       | Suite de Senki zesshō Symphogear. |
| 2013  | Log Horizon                                        | 5 octobre 2013         | 22 mars 2014           | 25       | Production basée sur une série de light novel de Mamare Tōno et illustrée par Kazuhiro Hara (ja).                                              |
| 2013  | White Album 2                                      | 5 octobre 2013         | 28 décembre 2013       | 13       | Basée sur le visual novel pour adultes édité et développé par Leaf.                                                                            |
| 2014  | Nobunaga the Fool (ja)                             | 6 janvier 2014         | 23 juin 2014           | 24       | Production basée sur un concept initial de Shōji Kawamori.                                                                                     |
| 2014  | M3 The Dark Metal (ja)                             | 22 avril 2014          | 30 septembre 2014      | 24       | Production basée sur un concept initial de Jun'ichi Satō et Mari Okada ; coproduite avec C2C.                                                  |
| 2014  | Madan no ō to Vanadis (ja)                         | 4 octobre 2014         | 27 décembre 2014       | 13       | Production basée sur une série de light novel de Tsukasa Kawaguchi (ja) et illustrée par Yoshi☆o (ja) et Hinata Katagiri (ja).                 |
| 2015  | Nagato Yuki-chan no shōshitsu (ja)                 | 4 avril 2015           | 18 juillet 2015        | 16       | Production basée sur un manga de Puyo (ja) dérivé de la série de romans Haruhi Suzumiya écrite par Nagaru Tanigawa et illustrée par Noizi Itō. |
| 2015  | Aquarion Logos                                     | 3 juillet 2015         | 25 décembre 2015       | 26       | Production d'une 3e série télévisée pour les 10 ans de la franchise Aquarion ; coproduite avec C2C.                                            |
| 2015  | Senki zesshō Symphogear GX                         | 4 juillet 2015         | 26 septembre 2015      | 13       | Suite de Senki zesshō Symphogear G. |
| 2016  | Ragnastrike Angels (ja)                            | 3 avril 2016           | 19 juin 2016           | 12       | Production basée sur un jeu vidéo de DMM.com (ja).                                                                                             |
| 2016  | Macross Δ (Delta)                                  | 3 avril 2016           | 25 septembre 2016      | 26       | 4e série télévisée de la franchise Macross. |
| 2016  | Scared Rider Xechs (ja)                            | 6 juillet 2016         | 21 septembre 2016      | 12       | Production basée sur une série de jeux vidéo de Red Entertainment.                                                                             |
| 2016  | Nanbaka                                            | 5 octobre 2016         | 22 mars 2017           | 25       | Production basée sur un manga de Shō Futamata.                                                                                                 |
| 2017  | Sukasuka                                           | 11 avril 2017          | 27 juin 2017           | 12       | Production basée sur une série de light novel de Akira Kareno (ja) et illustrée par ue ; coproduite avec C2C.                                  |
| 2017  | Senki zesshō Symphogear AZX                        | 2 juillet 2017         | 1er octobre 2017       | 13       | Suite de Senki zesshō Symphogear GX. |
| 2018  | Hakata Tonkotsu Ramens (ja)                        | 12 janvier 2018        | 30 mars 2018           | 12       | Production basée sur une série de light novel de Chiaki Kisaki et illustrée par Hako Ichiiro.                                                  |
| 2018  | Last Hope (ja)                                     | 4 avril 2018           | 26 juin 2018           | 26       | Production basée sur un concept initial de Shōji Kawamori ; coproduite avec Xiamen Skyloong Media.                                             |
| 2018  | Caligula (ja)                                      | 8 avril 2018           | 24 juin 2018           | 12       | Production basée sur un jeu vidéo de FuRyu. |
| 2019  | Girly Air Force                                    | 10 janvier 2019        | 28 mars 2019           | 12       | Production basée sur une série de light novel de Kōji Natsumi et illustrée par Asagi Tōsaka.                                                   |
| 2019  | Senki zesshō Symphogear XV                         | 7 juillet 2019         | 29 septembre 2019      | 13       | Suite de Senki zesshō Symphogear AZX. |
| 2020  | Somali et l'esprit de la forêt (en)                | 10 janvier 2020        | 27 mars 2020           | 12       | Production basée sur un manga de Yako Gureishi ; coproduite avec Hornets.                                                                      |
| 2021  | Sakugan                                            | 7 octobre 2021         | 23 décembre 2021       | 12       | Production basée sur le roman Sakugan Labyrinth Marker de Nekotarō Inui, lauréat de la catégorie « Science-Fiction/Robot » du Project Anima,.  |
| 2024  | Tasuketsu -Fate of the Majority                    | 3 juillet 2024         | 25 décembre 2024       | 24       | Production basée sur le manga du même nom de Taiga Miyakawa.                                                                                   |

### ONA
- Momokuri (ja) (26 épisodes) (24 décembre 2015 - 4 février 2016)
- Yume ōkoku to nemureru 100-ri no ōji-sama: Short Stories (ja) (10 épisodes) (2017)
- Cannon Busters (en) (12 épisodes) (15 août 2019) (coproduite avec Yumeta Company)

### Films
- Macross Frontier ~Itsuwari no Utahime~ (21 novembre 2009) (avec 8-Bit)
- Macross Frontier ~Sayonara no Tsubasa~ (26 février 2011)
- Bodacious Space Pirates: Abyss of Hyperspace (22 février 2014)
- Macross Delta: Gekijō no Walkūre (9 février 2018)
- The Alchemist Code (ja) (14 juin 2019)
- Macross Delta: Zettai Live!!!!!! (2020[21])

### OVA
- Macross Zero (5 OVA) (2002 - 2004)
- Hellsing Ultimate (4 OVA) (2006 - 2018)
- Baldr Force EXE: Resolution (4 OVA) (2006-2007)
- Sousei no Aquarion (2 OVA) (2007)
- Air Gear (3 OVA) (2010 - 2011)
- Cannon Buster (2 OVA) (2016 - 2019)
- Final Fantasy XV: Épisode Ardyn - Prologue (1 OVA) (2019)

## Autres productions
- Bit the Cupid (ja) (1995)
- Īhatōbu gensō: Kenji no haru (ja) (1996)
- Saber Marionette J (1997)
- Perfect Blue (1997)
- St. Luminous Mission High School (1998)
- Brain Powerd (1998)
- Escaflowne - Une fille sur Gaïa (2000)
- Angel Sanctuary (2000)
- Boys Be... (2000)
- Vampire Hunter D : Bloodlust (2001)
- Metropolis (2001)
- Kakyūsei 2: Hitomi no Naka no Shōjo-tachi (2004)
- Romeo x Juliet (2007)
- Toki to Towa (2012)